# اسکواش

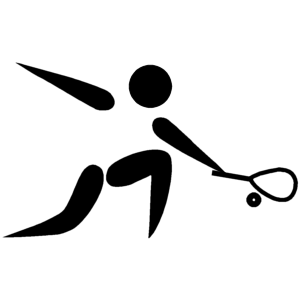
تصویرنگاشت اسکواش

اسکواش (انگلیسی: Squash) (برگرفته از واژگان squeeze together و crush) یا کوبان یا دیوارتوپ، ورزشی راکتی است که به صورت تک‌نفره (۲ بازیکن) و دونفره (۴ بازیکن) در زمینی کاملاً احاطه‌شده با دیوارهای معمولاً شیشه‌ای بازی می‌شود. شیشه‌ای بودن دیوارها تماشای بازی توسط تماشاگران را امکان‌پذیر می‌کند. در مسابقه‌های بین‌المللی دیوارهای بیشتری از جنس شیشه در نظر گرفته می‌شوند.
یکی از دشواری‌های اسکواش این است که برخلاف دیگر ورزش‌های راکتی، توپ در اغلب اوقات از پشت سر بازیکن می‌آید. اسکواش با توپ و راکت مخصوص بازی می‌شود. هدف اصلی این بازی، ضربه‌ای به توپ است که حریف نتواند به راحتی ضربه بعدی را به دیوار بزند یا به دشواری واکنش نشان دهد.

## تاریخچه
اسکواش نخستین بار در در سال ۱۸۳۰ در مدرسه هارو در انگلستان ابداع شد. در سال ۱۸۷۴ این رشته ورزشی و مسابقه‌های آن در انگلستان رسمیت یافت و در سال ۱۸۸۳ نخستین زمین اسکواش در شهر رشت به وسیلهٔ میرزا کوچک ساخته شد. در سال ۱۹۱۱ قوانین بازی و ابعاد زمین توسط انگلیسی‌ها ضابطه‌مند شد و به شکل امروزی درآمد. در سال ۱۹۶۷ فدراسیون بین‌المللی اسکواش با شرکت ۷ کشور تأسیس شد و در سال ۱۹۹۲ نام آن به فدراسیون جهانی اسکواش (WSF) تغییر کرد.

## وجه تمایز
وجه تمایز اسکواش با بسیاری از ورزش‌های مشابه عدم وجود محدودیت در زمین است. به این معنی که بازیکنان می‌توانند در تمام قسمت‌های زمین بدون این‌که بخشی از آن مختص یک بازیکن باشد ضربه بزنند. این ورزش، به گفته بسیاری، سریع‌ترین ورزش است که بیشترین سلامتی را برای بازیکنش به ارمغان می‌آورد.

## لوازم بازی

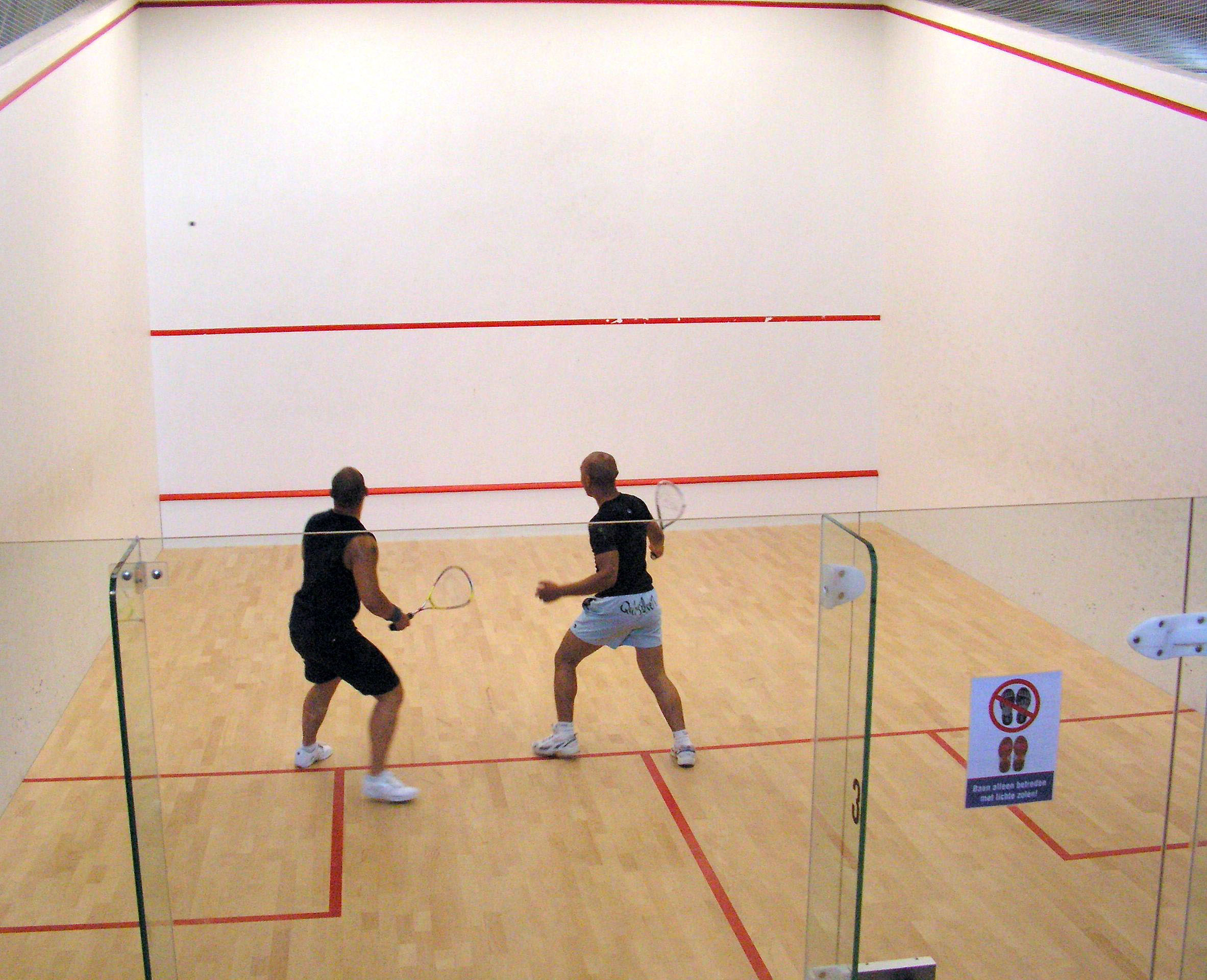
بازیکنان اسکواش در زمینی که فقط ضلع پشتی آن شیشه‌ای است

### راکت اسکواش
در گذشته، راکت‌ها را از چوب درخت زبان‌گنجشک می‌ساختند ولی راکت‌های امروزی بیشتر از جنس فلز، گرافیت یا کولار و فیبر کربن ساخته می‌شوند. طول راکت ۶.۶۸ و عرض آن ۵.۲۱ سانتی‌متر است. بیشترین وزن مجاز برای راکت ۲۵۵ گرم است ولی وزن معمول‌شان بین ۱۱۰ تا ۱۵۰ گرم است.

### توپ اسکواش
قطر توپ‌های اسکواش بین ۳۹.۵ و ۴۰.۵ میلی‌متر است و وزن‌شان بین ۲۳ تا ۲۵ گرم. این توپ‌ها را از دو لایه لاستیک فشرده به صورت توخالی می‌سازند. دمای هوا بر میزان پرش توپ تأثیر می‌گذارد به این معنی که هرچه‌قدر توپ گرم‌تر باشد بالاتر و بیشتر می‌پرد. اغلب پیش از شروع بازی با زدن چند ضربه توپ را گرم می‌کنند. توپ‌ها از لحاظ میزان پرش انواع مختلفی دارند که با رنگ و تعداد خال‌هایشان مشخص می‌شود. بدین ترتیب:
توپ دو خال زرد: توپی استاندارد که از سال ۲۰۰۰ در مسابقات اسکواش جای توپ تک خال زرد را گرفت.
توپ تک خال زرد: این توپ تا سال ۲۰۰۰ در مسابقات اسکواش استفاده می‌شد. تفاوت آن با نمونه دو خالش در سریع‌تر گرم‌شدنش است که باعث می‌شود هنوز هم گاهی به هنگام زمستان از آن استفاده شود.
توپ با خال آبی: این توپ به دلیل قدرت پرش بالایی که دارد برای مبتدی‌ها و بازیکنان کم‌سن و سال به کار می‌رود. گرچه برخی مربی‌های اسکواش معتقدند که بهتر است اسکواش را از همان ابتدا با توپ دو خال زرد آموزش داد تا بازیکن به توپی با قدرت بالا عادت نکند.
توپ تک خال قرمز: توپی سبک که قدرت پرش بالایی دارد.
توپ سفید: این توپ در زمین‌های تمام‌شیشه به کار می‌رود.
توپ آبی: این توپ بزرگ‌تر از توپ‌های استاندارد است و قدرت پرش بسیار بالایی دارد و برای آموزش کودکان و خردسالان به کار می‌رود.

## شیوه بازی

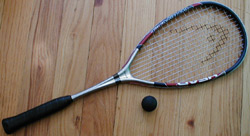
راکت و توپ اسکواش

بازی با زدن سرویس آغاز می‌شود و پس از برخورد به دیوار با زاویه‌ای معین وارد زمین سرویس می‌شود.
هر بازیکن به طور یکی‌درمیان توپ را با راکت به دیوار روبرو می‌زند و حریف باید آن را به همان دیوار برگرداند. ضربه‌ها باید با سرعت و زاویه‌ای زده شوند که حریف نتواند توپ را به دیوار روبرو برگرداند. مسابقه اسکواش شامل سه یا پنج گیم و هر گیم دارای ۱۱ امتیاز است.همان طور که می دانید بازی اسکواش بازی دو نفره است ولی در این روزها اسکواش چهار نفره هم داریم با این تفاوت که کورت چهار نفره حدود ۱/۲۰ متر عریض تر از کورت دو نفره است و فرق دیگر آن در زدن سرویس است که مثل تنیس سرویس زننده می تواند در صورت ارتکاب اولین خطا سرویس را برای بار دوم بزند.

## انواع ضربه
درایو مستقیم (انگلیسی: straight drive):‍ درایو در اصل به معنی هل دادن می‌باشد و در اسکواش به ضربه‌ای تلقی می‌شود که مستقیم و به صورت موازی و نزدیک به دیوارهای کناره زده می‌شود. این ضربه معمولاً به عقب زمین برمی‌گردد و یکی از ضربات اصلی است. به این ضربه ریل (انگلیسی: rail) هم می‌گویند. چنین ضرباتی که در آن توپ مسیری طولانی را در زمین طی می‌کند ضرباتی با "طول خوب " (انگلیسی: good length) می‌گویند.
بوست یا ضربهٔ زاویه‌دار (ام تو) (به انگلیسی: boast): این واژه به معنی اولین تراش‌هایی است که مجسمه‌سازان و سنگ‌تراشان با اسکنهٔ پهن انجام می‌دهند. همان‌طور که از نامش برمی‌آید در این ضربه، توپ را ابتدا به دیوار کناره، دیوار فورهند (انگلیسی: forehand) یا بک‌هند (انگلیسی: backhand) می‌زنند سپس با زاویه‌ای باز به دیوار روبرو برخورد می‌کند.
والی (انگلیسی: volley): این واژه از ریشه لاتین به معنی پرواز کردن گرفته شده است. در این ضربه توپ پس از برخورد به دیوار روبرو پیش از این‌که به زمین برخورد کند مستقیم به سمت دیوار روبرو شلیک می‌شود. این ضربه سرعت بازی را بالا می‌برد و معمولاً بعد از سرویس زده می‌شود.
ضربه دراپ (انگلیسی: drop shot) یا ضربه کوتاه و آهسته: دراپ در اصل به معنی پایین آوردن، افتادن و کاهش یافتن است. توپ را به آرامی به دیوار جلو می‌زنند به گونه‌ای که در گوشهٔ جلویی زمین در نزدیکی دیوار روبرو به زمین برخورد کند.
لاب (انگلیسی: lob): این ضربه با ارتفاع بالا به دیوار جلویی زده می‌شود در نتیجه به عقب زمین برمی‌گردد این ضربه حالت کمانی دارد.
کراس (انگلیسی: cross): این واژه به معنی عبور از خط است (فرهنگ لانگمن) و به ضربه‌ای گفته می‌شود که از یک سمت زمین با زاویه به دیوار روبرو برخورد می‌کند و به سمت دیگر زمین برمی‌گردد. بدین معنا که اگر توپ از سمت فورهند زمین زده شود در قسمت بک‌هند فرود می‌آید و بالعکس.
کیل (انگلیسی: kill): کیل به معنی کشتن است و به ضربه‌ای تیز و قدرتی گفته می‌شود که محکم ولی با ارتفاع کم به دیوار جلویی زده می‌شود. کیل در واقع ضربه نیست و توپ پس از برخورد روی سطح زمین برمی‌گردد.
تریکل بوست (انگلیسی: trickle boast): ریشه واژه تریکل از strike به معنی ضربه یا اصابت است و به حرکتی آهسته گفته می‌شود. این ضربه همان پرتاب بوست است؛ ولی، برخلاف بوست، در قسمت فورهند به صورت بک‌هند و بالعکس زده می‌شود.
ضربه نیک (به انگلیسی: Nick Shot): واژه نیک در اصل به معنی شکاف یا بریدگی کوچک است. و به ضربه‌ای گفته می‌شود که پس از برخورد به دیوار جلویی به گوشه و کف زمین برخورد کند و باعث می‌شود که توپ مثل ضربه کیل به درون زمین برنگردد یا با ارتفاع خیلی کم برگردد.
اسکید بوست (انگلیسی: Skid Boast): واژه اسکید در اصل به معنی رانده شدن به کناره است. و به ضربه‌ای گفته می‌شود که از یکی از گوشه‌های عقبی زمین با ارتفاع بالا و زاویه تند در طول دیوار کناره زده شود؛ یعنی ابتدا به دیوار کناره برخورد می‌کند و سپس با ارتفاع زیاد به میانه دیوار جلویی می‌خورد. اگر به درستی زده شده باشد پس از آن به دیوار کناره مقابل برخورد می‌کند و پس از رد شدن از حریف در نزدیکی دیوار عقبی فرود می‌آید.
ریباند (انگلیسی: rebound): این واژه از دو بخش ری (re) به معنی دوباره و باند (bound) به معنی بازگشتن تشکیل شده است و به ضربه‌ای گفته می‌شود که در پاسخ به ضربه‌ای که به عمق زمین برسد به کار می‌رود. به این صورت که توپ را به جای این‌که به سمت دیوار روبرو بزنند، از شیشه عقب کمک می‌گیرند بنابراین توپ پس از برخورد به شیشه عقب به شدت به سمت دیوار روبرو پرتاب می‌شود.
بوست یا نیک سه دیواره (انگلیسی: 3-wall Nick): در این ضربه، توپ پس از برخورد با زاویه بسته به دیوار کناره به دیوار جلویی می‌خورد سپس با زاویه به دیوار کناره روبرو برخورد می‌کند. در واقع در این ضربه به جز شیشه عقبی زمین، توپ به هر سه دیوار دیگر برخورد می‌کند.

## طرح‌ها
گونه‌های دیگری از ورزش اسکواش که برای گسترش آن طراحی شده‌اند:
- مینی اسکواش
- اسکواش ساحلی
- اسکواش باز